# Permanent Vacation (Album)
Permanent Vacation (engl. für: „Dauerhafter Urlaub“) ist das neunte Studioalbum der US-amerikanischen Hard-Rock-Band Aerosmith. Es erschien im August 1987 bei Geffen Records. Als Leadsingle erschien Dude (Looks Like a Lady), es folgten als weitere Singles Angel und Rag Doll.

## Hintergrund
Das Album kann, nach dem Erfolg der Coverversion von Walk This Way durch Run-D.M.C. 1986, als Wendemarke oder Comeback für Aerosmith gesehen werden. Erstmals wurde mit Bruce Fairbairn in den Little-Mountain-Studios in Vancouver aufgenommen, wo auch die folgenden Alben entstehen sollten. Zudem waren erstmals externe Songwriter wie Desmond Child und Jim Vallance für die Band tätig. Es wurde eine Coverversion von I’m Down von den Beatles aufgenommen.

## Rezeption
Den Zertifikationen zufolge verkaufte sich das Album mindestens neun Millionen Mal. Es erreichte Platz elf der Billboard 200. Auf der Seite Allmusic.com lobten John Franck und Eduardo Rivadavia das „zumeist überragende“ Songwriting. Als Gesamturteil bescheinigten sie Permanent Vacation „a guaranteed number of incredible tracks for any time and place“ (eine garantierte Zahl unglaublicher Stücke für immer und überall). Allerdings wurde der Nachfolger Pump als noch stärker eingeschätzt. Sie vergaben vier von fünf Sternen. Die Redaktion des Magazins Rock Hard setzte das Album 2007 auf den 139. Platz ihrer 500 Alben umfassenden Bestenliste. Marcus Schleutermann schrieb, die Band habe sich mit einem „Donnerschlag“ zurückgemeldet, er sprach von einem „Meilenstein“ der Bandgeschichte. Kritisiert wurde lediglich das etwas „wirre Ende“ mit dem Cover I’m Down und dem Instrumental The Movie.

## Titelliste
1. Heart’s Done Time (Desmond Child, Perry) – 4:42
2. Magic Touch (Perry, Tyler, Jim Vallance) – 4:37
3. Rag Doll (Holly Knight, Perry, Tyler, Vallance) – 4:25
4. Simoriah (Perry, Tyler, Vallance) – 3:22
5. Dude (Looks Like a Lady) (Child, Perry, Tyler) – 4:24
6. St. John (Tyler) – 4:10
7. Hangman Jury (Perry, Tyler, Vallance) – 5:33
8. Girl Keeps Coming Apart (Perry, Tyler) – 4:13
9. Angel (Child, Tyler) – 5:08
10. Permanent Vacation (Tyler, Whitford) – 4:49
11. I’m Down (Lennon/McCartney) – 2:20 (The Beatles Cover)
12. The Movie [instrumental] (Hamilton, Kramer, Perry, Tyler, Whitford) – 4:04

## Kommerzieller Erfolg

### Chartplatzierungen
| ChartsChartplatzierungen       | Höchstplatzierung | Wochen |
| ------------------------------ | ----------------- | ------ |
| Vereinigte Staaten (Billboard) | 11 (68 Wo.)       | 68     |
| Vereinigtes Königreich (OCC)   | 37 (14 Wo.)       | 14     |

### Auszeichnungen für Musikverkäufe
| Land/Region                  | Auszeichnungen für Musikverkäufe (Land/Region, Auszeichnung, Verkäufe) | Verkäufe  |
| ---------------------------- | ---------------------------------------------------------------------- | --------- |
| Japan (RIAJ)                 | Gold                                                                   | 100.000   |
| Kanada (MC)                  | 5× Platin                                                              | 500.000   |
| Vereinigte Staaten (RIAA)    | 5× Platin                                                              | 5.000.000 |
| Vereinigtes Königreich (BPI) | Gold                                                                   | 100.000   |
| Insgesamt                    | 2× Gold · 10× Platin ·                                                 | 5.700.000 |

Hauptartikel: Aerosmith/Auszeichnungen für Musikverkäufe